# Hermann de Pourtalès
Hermann Alexandre de Pourtalès (Neuchâtel, 31 maart 1847 - Genève, 28 november 1904) was een Zwitsers zeiler.
De Pourtalès eindigde samen met zijn vrouw Hélène en zijn neeftje Bernard tijdens Olympische Zomerspelen 1900 de titel in de 1-2 ton klasse wedstrijd 1 en tweede in wedstrijd 2.

## Resultaten

### Olympische Zomerspelen
| Jaar | Plaats | Resultaten                                |
| ---- | ------ | ----------------------------------------- |
| 1900 | Parijs | 1-2 ton wedstrijd 1 · 1-2 ton wedstrijd 2 |

- Gemeinsame Normdatei: 115554546X
- Virtual International Authority File: 6385152331612303260009